# Le Castéra
Le Castéra är en kommun i departementet Haute-Garonne i regionen Occitanien i södra Frankrike. Kommunen ligger i kantonen Cadours som tillhör arrondissementet Toulouse. År 2022 hade Le Castéra 797 invånare.

## Befolkningsutveckling
Antalet invånare i kommunen Le Castéra
Referens:INSEE